# 天木じゅん
天木 じゅん（あまき じゅん、1995年10月16日 - ）は、日本のタレント、女優、グラビアアイドル。兵庫県伊丹市出身。愛称は「じゅんちゃん」。本名非公開。
ワタナベエンターテインメントを経て、エイジアプロモーション所属。女性アイドルグループ・仮面女子の元メンバー。実姉は元女優の黒田絢子。

## 略歴
2012年
- 12月30日、アリスプロジェクトの新人アイドルブログに初登場。

2013年
- 2月28日、AJから新ユニット「ぱー研!」へ昇格した。
- 3月18日、新ユニット「街角景気☆JAPAN↑」（2014年12月に「街角景気☆仮面女子↑」へ改名）のメンバーとなったことが発表された。
- 5月25日、ぱー研!の研究生としてデビュー。
- 8月24日、ぱー研!の正規メンバーへ昇格。
- 11月6日、ユニット「アイドル妖怪カワユシ♥」のメンバーとしてメジャーデビュー。
- 12月10日、2013年内をもってぱー研!が解散し、同グループの解散時と同じメンバーでアイドルグループ『仮面女子』の第3のユニット「アーマーガールズ」として活動していくことを発表。

2014年
- 5月 - 11月、ケータイYOUNG JUMPの投票バトル「ぷるるんサバイバル」に参加し、20代目ぷるるんQUEENとなった。
- 5月11日、ユニット「ぴゅあふる」のメンバーとなったことが発表された。
- 11月 - 、雑誌『ヤングアニマル』の企画「NEXTグラビアクイーンバトル サードシーズン」に参加し、グランプリを獲得した。

2015年
- 3月11日、仮面女子とその派生ユニットを卒業した。その後はアリスプロジェクトでグラビア活動に専念。
- 10月1日、ワタナベエンターテインメントに移籍。

2017年
- 5月、RaMu・和地つかさとともに『さんぽけ〜三国志大戦ぽけっと〜』(セガ・インタラクティブ、2017年4月20日配信)の応援隊『さんぽけ Girls★』に選ばれ、宣伝イベントなどに出演。
- 8月、TIF2017内で行われる、TOKYO GRAVURE IDOL FESTIVAL 2017に出演。
- 2018年5月、AbemaTV「1ヶ月ベルフィクイーン決定戦」において優勝。美尻女王である初代ベルフィクイーンに輝いた。

2019年
- 12月、ワタナベエンターテインメントを退社。

2020年
- 2月1日、エイジアプロモーションに移籍したことを自身のブログにて発表。

2025年
- 4月1日、グラビアアイドルを引退することを発表したが、これはエイプリルフールのうそであった。

## 人物
- 趣味：麻雀、サウナ、ゴルフ、ポーカー[2]。
- 特技：ダンス、料理、SNSフォロワー増やし[2]。
- 資格：サウナ・スパ健康アドバイザー、サウナ・スパプロフェッショナル、熱波師検定B[2][32]。
- インコを飼っている[33]。
- さらに2017年からは犬（ロングコートチワワ）を飼い始めた。名前はコロネ。
- グラビア撮影の際にはスタッフを信用しきっているため、全部脱いで撮影に臨むことも多く、ニップレスなども貼らない派だという[32]。

## 作品

### 映像作品

#### イメージDVD
※太字タイトルはBD版同時発売
- じゅんちゃんです!（2015年7月10日、イーネット・フロンティア）[34][35]
- 天乳（DVD：2016年7月29日、BD：2018年1月26日、リバプール）[36][37]
- 二次元カノジョ（2016年11月25日、双葉社）[38]
- #天乳 #1mmでもいいなと思ったら♡（ローソン限定DVD:2017年9月20日、BD:2017年9月22日、DVD:2018年3月23日、リバプール）[39][40]
- 密着！天乳！（DVD：2018年5月25日、BD：2019年5月24日、リバプール）[41][42][43]
- 教えて、じゅん先生（2019年8月23日、光文社）[44]
- 天木じゅんと隠しごと（2019年11月22日、リバプール）[45]
- 相対性二次元恋愛（2021年2月18日、ギルド）[46][47]
- じゅんちゃん（2021年8月27日、竹書房）[48][49]
- 僕の彼女は天木じゅん（2022年7月16日、双葉社）[50]
- 運命的二次元恋愛（2022年10月20日、ギルド）[51]
- ぷるぷる天使（2023年1月25日、スパイスビジュアル）[52][53]
- 絶対的二次元恋愛（2024年2月22日、ギルド）[54]
- ボクのアイスがとけるまで（2024年11月26日、エアーコントロール）[55]

#### 動画配信
- キミ、渚、恋の予感（2022年6月10日、ギルド）[56]
- 太陽いっぱい（2023年5月10日、ギルド）[57]
- Iと愛（2024年7月31日、ギルド）[58]

#### VR
- はじめてのVR〜キックオフまで数分前の数分間〜（2018年9月14日、ファンタスティカ）
- Virtual Realityで叶える「もし天木じゅんが妹だったら」（2018年9月28日、ファンタスティカ）
- Virtual Realityで叶える「もし天木じゅんの彼氏だったら」（2018年10月5日、ファンタスティカ）
- 3本セット 天木じゅんとちょっとエッチなお家デート「癒やしてあげるね！」＜フライデーVRシリーズ＞（2019年8月1日、講談社）※DMM独占
- 天木じゅんがエッチなエプロンで登場「恥ずかしいよぉ～」＜フライデーVRシリーズ＞（2019年8月1日、講談社）※DMM独占
- 天木じゅんがアナタの部屋をお掃除「暑くなってきちゃった」＜フライデーVRシリーズ＞（2019年8月1日、講談社）※DMM独占
- 天木じゅんがマッサージ「気持ちいいの？」＜フライデーVRシリーズ＞（2019年8月1日、講談社）※DMM独占
- 5400px×2700px 超高解像度HQ 天木じゅんの体温を感じるくらい親密な放課後、そういう世界。（2019年12月20日、ファンタスティカ）
- 天木じゅんとは仕事でいつも一緒だけどさすがに自宅は緊張する、そんな世界。（2019年12月27日、ファンタスティカ）

## 出演

### 映画
- ...and LOVE（2017年3月18日公開、アイエス・フィールド）監督:松田圭太[59]
- 咲-Saki-阿知賀編 episode of side-A（2018年1月20日公開、ティ・ジョイ）監督:小沼雄一 - 小走やえ 役[60]
- ほっぷすてっぷじゃんぷッ!（2018年12月15日公開、日本出版販売）監督:土岐洋介- 朝日村莢香 役[61]
- ほっぷすてっぷじゃんぷッ!2（2018年12月16日公開、日本出版販売）監督:土岐洋介 - 朝日村莢香 役[62]
- アイアンガール FINAL WARS（2019年2月16日公開、渋谷プロダクション）監督:藤原健一 - サラ 役[63][64]
- 劇場版 打姫オバカミーコ（2021年2月5日公開、アイエス・フィールド）監督:松田圭太[65]
- Love Will Tear Us Apart（2023年8月19日公開、VANDALISM）監督:宇賀那健一[66]
- 夢叶えるサウナ（2023年12月17日公開、モバコン）監督:平岡亜紀 - 美沙 役[67][68][69]

### オリジナルビデオ
- 日本統一外伝 中島組 四国暴力金脈（2024年4月25日（2023年製作）、ライツキューブ）監督:辻裕之[70]

### テレビドラマ
- 司法教官・穂高美子 第6話 美人弁護士の裏の顔 他人をかばって無罪になる法律トリック!?（2017年10月1日、テレビ朝日）- 再現ドラマの出演者・愛人1 役
- ハケンのキャバ嬢・彩華（2017年10月16日 - 12月18日、朝日放送[注釈 3]）- ユーリ 役[71]
- 咲-Saki-阿知賀編 episode of side-A（2017年12月4日 - 25日、毎日放送）（2017年12月6日 - 27日、TBS）- 小走やえ 役
- 声ガール!（2018年4月8日 - 6月10日、朝日放送テレビ）- 森本小夏 役[72]
- 花にけだもの（2018年4月24日 - 6月26日、フジテレビ・ブレイクマンデー24）- 和泉つぐみ 役 ※dTV/FODで配信されたものを地上波放送。
- おふろやさん日和 第1話、第7話（2019年2月3日・3月17日、V☆パラダイス）- 川井園子 役（第1話）、木村瞳 役（第7話）
- 癒されたい男 第8話（2019年5月29日、テレビ東京）- ロリ田パイ子 役
- だから私は推しました（2019年7月27日 - 9月14日、NHK総合）- 玉路紀子 役
- 焼肉プロレス 第8話 天使からの贈り物！過去が見える万華鏡！？（2019年8月21日、テレビ大阪）- 本郷真奈美 役
- 花にけだもの～Second Season～ 第5話 きっと、ずっと、大好きな人（2019年9月24日、フジテレビ）- 和泉つぐみ 役 ※dTV/FODで配信されたものを地上波放送。
- 今野敏サスペンス 警視庁強行犯係 樋口顕 Season1 第1話 正義（2021年1月15日、テレビ東京）- 井川沙織 役
- リコカツ 第1話（2021年4月16日、TBS）
- ナイト・ドクター 第1話（2021年6月21日、フジテレビ）、第7話（8月16日、フジテレビ）- マナミ 役
- オリバーな犬、 (Gosh!!) このヤロウ 第1話（2021年9月17日 、NHK総合）- 「CLUB Kerala」のキャバ嬢 役
- パンドラの果実科学犯罪捜査ファイル Season1 第4話 その瞬間（CODE）に翔べ（2022年5月14日、日本テレビ） - 岡澤まひる 役
- 買われた男 第7話（2024年5月30日、テレビ大阪） - 龍一の客 役[73]

### 配信ドラマ
- ハケンのキャバ嬢・彩華（2017年10月9日 - 12月11日、AbemaTV[注釈 3]）- ユーリ 役
- 花にけだもの（2017年10月30日 - 2018年1月1日、dTV×FOD共同製作）- 和泉つぐみ 役
- 私、やりますって!（2017年12月4日 - 2018年1月22日、ファミリー劇場CLUB）- 天木じゅん 役[74]
- 花にけだもの～Second Season～ 第5話 きっと、ずっと、大好きな人（2019年4月20日、dTV/FOD）- 和泉つぐみ 役
- 健康で文化的な最低限度の生活 チェインストーリー 第8.5話（2019年9月4日、GYAO!）- レナ 役[75]
- Twitterドラマ「みずいろの恋」（2020年1月18日 - 2月29日、合同会社DMM.com）- 三条さゆり 役

### バラエティ
- ヨソで言わんとい亭〜ココだけの話が聞ける（秘）料亭〜（2015年10月22日 - 2016年7月1日、テレビ東京系）[76]
- 女神降臨 #132（2016年10月7日、MONDO TV）
- 佳代子の部屋〜真夜中のゲーム会議〜 シーズン1・2・真夜中のゲームパーティー （2016年12月16日 - 2018年3月23日、フジテレビ系）
- 水曜日のダウンタウン（2017年2月22日・2018年6月13日、TBS）
- 有吉反省会（2017年3月11日・10月28日（姉の黒田絢子と共演）・11月11日（禊スペシャル）、日本テレビ）
- 本能Z（2017年4月5日 - 6月28日、CBC）- 3代目タレントアシスタント
- 360°まる見え！VRアイドル水泳大会（2017年4月25日、フジテレビ）[77]
- 志村けんのバカ殿様 花火大会スペシャル（2017年10月18日、フジテレビ）
- そんなコト考えた事なかったクイズ!トリニクって何の肉!?（2021年2月16日、朝日放送テレビ（ABCテレビ）制作・テレビ朝日系）

### ウェブ番組
- ワタ@アメ（2015年10月12日 - 2016年12月26日、Ameba FRESH! studio）[76]
- Xmasチェリー人狼-THIS IS DT-（2016年12月21日、ニコニコチャンネル「ゲーム実況天国」）[78]
- すっぴん麻雀 presents ガチンコ脱衣麻雀（2017年4月22日、AbemaTV）[79]
- 尻博士・倉持由香 VRグラドル研究所（2017年10月27日、全14回、360Channel ※VR動画）- 研究員[80]
- 今日、体重発表します。-優勝賞金100万！負けたらその場で体重発表！-（2017年11月19日、AbemaTV）- MC[81]
- お尻を極めれば痩せる!?〜1ヶ月ベルフィークイーン決定戦〜スタート篇、結果編（2018年4月21日[82] - 5月18日、AbemaTV AbemaGOLD）
- 尻先輩・倉持由香 VRグラドル女子会 Vol.2（2018年10月8日、360Channel）
- 麻雀最強戦2020（2020年、AbemaTV）- アシスタント[83][84]
- 風雲!たけし城（2023年4月28日、Amazon Prime Video）

### 舞台
- DMM.yell presents「熱いぞ!猫ヶ谷!!」(2016年3月16日 - 20日、品川プリンスホテル クラブeX) - 恩田クララ 役
- たやのりょう一座
  - 第6回公演 怪盗☆ドラゴンカンパニーVol.1 「イサヤ島の王女と神の右腕」（2020年10月15日 - 18日、CBGKシブゲキ）- メディカル 役
  - 第9回公演 怪盗☆ドラゴンカンパニーVol.2「グレイン島のレジスタンスと禁断の果実」（2022年1月19 - 23日、CBGKシブゲキ）- メディカル 役
- ±0（プラスマイナスゼロ）
  - 第7回本公演「象」（2023年9月22日-30日、ザムザ阿佐谷） - 看護婦 役

### ラジオ
- オレたちゴチャ・まぜっ!〜集まれヤンヤン〜（2016年4月16日 - 2017年4月8日、MBSラジオ）- ヤンヤンガールズ8期生

### 音声配信
- よゐこ有野のノーギャラジオ（2022年5月30日、Radiotalk）[85]

### イベント
- 競輪・第26回寛仁親王牌キャンペーンガール（2017年10月、前橋競輪場）[86]
- ビジュアルクイーン撮影会inとしまえん2018（2018年6月23日、としまえん）[87]

### CM
- ORDINAL STRATA -オーディナル ストラータ-（2018年2月6日）- キッチン篇[88]

### パチスロ
- ラブ嬢3〜Wご指名はいかがですか？〜（2023年12月、アムテックス）[89]

## 書籍

### 写真集
- 二次元カノジョ（2016年10月19日、双葉社、撮影：西條彰仁）ISBN 978-4-575-31185-3
- Jun_limited（2018年2月19日、講談社、撮影：LUCKMAN））[90] ISBN 978-4-06-511161-1
- あまのじゃく（2021年1月14日、徳間書店、撮影：岡本武志）ISBN 978-4-19-865235-7 [91][92]
- SPECIAL FAN BOOK（2021年10月25日、TWJ BOOKS、撮影:髙橋慶佑）
- 生（2022年6月16日、双葉社、撮影：佐藤裕之）ISBN 978-4-575-31720-6
- SSS トリプルエス（2023年12月22日、徳間書店、撮影：桑島智輝）ISBN 9784198657338[93]

### オムニバス写真集
- wrap the BOOBs 着衣巨乳写真集（2016年5月31日、一迅社、撮影：須崎祐次） - モデル参加[94]
- もしもうちの猫がかわいい女の子になったら（2017年6月2日、一迅社、撮影：須崎祐次） - モデル参加 ISBN 978-4758015455
- 巨乳たちの世界一えっちなハローワーク（2019年7月17日、一迅社、撮影:須崎祐次） - モデル参加 ISBN 9784758016346
- むっちむち写真集（2022年12月19日、一迅社、撮影：須崎祐次）ISBN 978-4758017985[95]

### 雑誌
- ヤングアニマル（白泉社）[23]
  - ヤングアニマル No.5（2015年2月27日）付録DVD:十人十色の美少女たち
  - ヤングアニマル No.11（2015年5月22日）付録DVD:よりぬきGIRLS STRIKE YA IMPACT
  - ヤングアニマル No.5（2016年2月26日）付録DVD:十花繚乱 大人気アイドル10人で春を先取りっ
- ヤングジャンプ（集英社）
- ヤングマガジン（講談社）
  - ヤングマガジン No.8（2016年7月20日）付録DVD:グラビア美女たちの真夏の祭典!! 2016
- ヤングチャンピオン（秋田書店）
  - ヤングチャンピオン 15号（2015年7月14日）付録DVD:アイドル・ムービー・デラックス 2015 vol.4
  - 別冊ヤングチャンピオン9月号（2016年8月2日）付録DVD:EXTRA DVD 70min. アイドル・パラダイス＠BYC vol.3
  - ヤングチャンピオン 7号（2017年3月14日）付録DVD:ヤングチャンピオン PRESENTS 2017アイドルDVDフェスタ #2
  - ヤングチャンピオン烈 No.8（2017年7月18日）付録DVD:レッツエンジョイ アイドルDVD 2017年 第3弾!! TOPグラビアアイドル篇
  - ヤングチャンピオン20号（2017年9月26日）付録DVD:ヤングチャンピオン PRESENTS 2017アイドルDVDフェスタ #5
- ヤングガンガン（スクウェア・エニックス）
- グランドジャンプ（集英社）
  - グランドジャンプ13号（2021年2月17日）付録DVD:GRAND JAMP DVD vol.9 撮りおろし30分収録!!「甘いお仕事」
- 週刊プレイボーイ（集英社）
  - 週刊プレイボーイ 2017 No.3-4（2017年1月5日）付録DVD:新春! グラドルだらけの酔いどれ温泉新年会 ハプニング続出!!!
  - 週刊プレイボーイ 2017 増刊号（2017年4月26日）付録DVD:おっぱいだらけの70分、ボインだョ、全員集合!
- FLASH（光文社）
  - FLASH 2018年7月17日号 特別付録:ギチギチIカップ透けちゃった! 天木じゅん
- FRYDAY
- 週刊大衆（双葉社）
- 週刊実話（日本ジャーナル出版）
- 週刊現代（講談社）
- 週刊SPA!（扶桑社）
  - 別冊SPA! 旬撮GIRL（2018年9月5日）
- EX大衆（双葉社）
  - EX大衆特別編集 Sweet Girls vol.1（2022年5月23日）
- アサヒ芸能（徳間書店）
- アサ芸Secret（徳間書店）
  - アサ芸シークレット Vol.33（2015年4月3日）応募者全員サービスDVD
  - アサ芸シークレット Vol.43（2016年12月5日）応募者全員サービスDVD
  - アサ芸シークレット Vol.46（2017年6月5日）応募者全員サービスDVD
  - アサ芸シークレット スペシャル姉セーラー 2018年 1/19号（2018年1月4日）応募者全員サービスDVD
  - アサ芸シークレット Vol.55（2018年12月4日）応募者全員サービスDVD
  - アサ芸シークレット Vol.58（2019年6月18日）応募者全員サービスDVD
  - アサ芸シークレット Vol.69（2021年4月5日）応募者全員サービスDVD
  - アサ芸シークレット Vol.81（2023年4月5日）応募者全員サービスDVD
- smart
- JOKER
- BITTER（大洋図書）
- キスカ（竹書房）
  - 2015年8月号 表紙＆巻頭グラビア:天木じゅん
  - 2021年9月号 表紙＆巻頭グラビア:天木じゅん

他、表紙・巻頭グラビア多数

## 所属していたユニット
- ポイサン委員会
- ぱー研!
- 街角景気☆仮面女子↑
- アーマーガールズ
- 仮面女子
- アイドル妖怪カワユシ♥
- ぴゅあふる

## その他

### ゲーム
- ELCHRONICA - タハ 役

### カレンダー
- 2022年カレンダー めくったらいいじゅん (光文社)